# Albert Terken
Albert Terken, né en 1919 à Sydney (Australie) et mort à Profondeville en 1992, est un peintre, dessinateur et lithographe belge.
Marié avec Maguy Hoebeke (1918-2009), petite-fille du propriétaire de Top Bronnen à Brakel, François Hoebeke (1842-1917). Albert Terken et Maguy Hoebeke font partie de l'association Centre Artistique de la ville de Renaix/Kunstcentrum Ronse. Ils exposent à Renaix en 1955, 1956, 1957 et 1958 (A.T. seul).